# Livia limbata
Livia limbata  (лат.) — вид полужесткокрылых насекомых-листоблошек рода Livia из семейства Liviidae.

## Распространение
Евразия от Европы до Сибири.

## Описание
Мелкие листоблошковые насекомые с прыгательными задними ногами. 
Питаются соками растений, таких как осока (Cyperales, Кипарисовые), можжевельник (Cupressales, Cupressaceae), тис (Сосновые).
Вид был впервые описан в 1842 году энтомологом М. Вага (Waga M.). Включён в состав рода Livia Latreille, 1802 вместе с видами L. bifasciata, L. coloradensis Crawford 1914, L. crawfordi, L. fimbriata  (Heslop-Harrison, 1949), L. crefeldensis, L. khaziensis  Heslop-Harrison, 1949, L. keratocola, L. maculipennis  (Fitch 1857), L. marginata  Patch 1912, L. mediterranea  Loginova, 1974, L. mexicana  Caldwell, 1944, L. nigra  Klimaszewski 1964, L. ohioensis  Caldwell 1938, L. omissa  (Heslop-Harrison, 1949), L. opaqua  Caldwell 1938, L. vernaliforma  Caldwell, 1940, L. vernalis  Fitch 1851, и другими.